# Intercellulair kanaal
Een intercellulair kanaal is een structuur die in het hout van sommige soorten Tweezaadlobbigen voorkomt. Het zijn kanalen, gevormd uit intercellulaire ruimten, die zich tussen de plantencellen bevinden.
Het omliggend parenchym en cambium scheidt verschillende stoffen uit die in deze kanalen opgeslagen en vervoerd worden. Deze stoffen kunnen harsachtig, olieachtig, gomachtig of tannine-achtig zijn. Dit in tegenstelling tot naaldbomen, waarvan soortgelijke kanalen slechts hars bevatten. In sommige gevallen vormen de kanalen een normaal bestanddeel van het hout, maar meestal worden ze pas gevormd als het hout beschadigd of door insecten aangetast wordt. De uitgescheiden stoffen dienen dan ter bescherming van de plant.
Deze kanalen zijn voor het eerst uitgebreid bestudeerd door S. Roberts, die ze in 16 plantenfamilies aantrof, vooral bij tropische soorten. De kanalen zijn belangrijk voor de identificering van houtsoorten. Intercellulaire kanalen kunnen geïsoleerd voorkomen, of in banden die als raaklijnen ten opzichte van de jaarringen van het hout staan (tangentieel). 